# Massimo Lombardo
Massimo Lombardo (Bellinzona, 9 gennaio 1973) è un allenatore di calcio, dirigente sportivo ed ex calciatore svizzero, di ruolo centrocampista.

## Biografia
Possiede anche la cittadinanza italiana, in virtù delle sue origini.

## Carriera

### I Club e la controversia sul suo ingaggio da parte dell'AC Perugia.[1]
Ha iniziato la sua carriera nel Bellinzona nel 1990 e vi ha militato fino al 1992, anno in cui si è trasferito al Grasshoppers. Con il club di Zurigo ha vinto 2 campionati e 1 Coppa Svizzera, e vi ha militato per 5 anni prima di trasferirsi al Perugia. 
Sul suo ingaggio al Perugia ci sono state polemiche da parte del club perugino che sfociarono una vera e propria controversia che si concluse con una importante e storica riforma del Regolamento Fifa che per molto tempo è stata al centro di dibattiti di giornalisti e giuristi .
Nell’anno 2000 la società AC Perugia, assistita dagli avvocati Ruggero Stincardini e Jean Louis Dupont, ricorse infatti alla Commissione europea per la concorrenza (allora presieduta dal Commissario sen. Mario Monti), in sede prodromica al ricorso alla Corte di Giustizia europea, per denunciare l’illegittimità delle norme Fifa sul trasferimento dei calciatori con riferimento alla condanna comminata al club italiano dalla Fifa di pagare circa 5 milioni di franchi svizzeri al Grasshopper Club Zürich per l’ingaggio del calciatore Massimo Lombardo nonostante lo stesso fosse di status libero per essere naturalmente scaduto il suo contratto con la società zurighese. Somma che il presidente Luciano Gaucci era contrario a pagare.
In ragione del fatto che Lombardo era cittadino svizzero (Stato non UE) così come  il club Grasshopper era una società di diritto svizzero, il ricorso del Perugia non fu proposto sotto il profilo della libera circolazione dei lavoratori nell’ambito del mercato unico UE (che motivò la sentenza che decise il caso del calciatore comunitario Bosman) ma con riferimento all’applicazione delle regole sulla concorrenza, ritenute vincolanti non solo per i membri UE ma anche per i membri dello Spazio economico europeo  (SEE), al quale aveva accesso anche la Svizzera pur non facendone formalmente parte.
La Commissione UE, al termine della sua istruttoria, ritenne sussistere il fumus boni iuris per portare il ricorso del Perugia avanti la Corte di Giustizia contro una norma sportiva che la Commissione ritenne costituisse una evidente restrizione della concorrenza nei mercati.
Il procedimento di giustizia fu poi superato dal fatto che la FIFA, nei mesi immediatamente successivi al pronunciamento della Commissione UE, da una parte definì una transazione con il Perugia che pagò al Grasshopper un indennizzo minimo, e da altra parte modificò spontaneamente il proprio regolamento sullo stato e sui trasferimenti dei calciatori stabilendo (con un compromesso che fu accettato anche dalla UE in chiave di tutela dei vivai) l’abolizione di qualsiasi indennizzo per gli ingaggi di calciatori liberi da contratto con età superiore a 24 anni. 
Dopo un anno complicato con 24 presenze e 3 reti in Umbria (con la squadra che ha ottenuto la promozione in Serie A), torna in patria firmando per il Lugano. Dopo 2 anni lascia il club firmando per il Losanna, formazione in cui milita fino al gennaio 2002, mese in cui si trasferisce al Servette. Successivamente ha militato nel Meyrin, nel Neuchâtel Xamax e nello Stade Nyonnais prima di ritirarsi nel 2009.

### Nazionale
Ha debuttato con la Svizzera il 24 aprile 1996 in occasione del successo per 2-0 contro il Galles, rilevando al 63' Christophe Ohrel. Alla seconda presenza realizza la prima rete in nazionale nel successo esterno per 3-2 contro la Finlandia. Conta complessivamente 15 presenze e un goal con la selezione elvetica.

## Statistiche

### Cronologia presenze e reti in Nazionale
| Cronologia completa delle presenze e delle reti in nazionale ― Svizzera | Cronologia completa delle presenze e delle reti in nazionale ― Svizzera | Cronologia completa delle presenze e delle reti in nazionale ― Svizzera | Cronologia completa delle presenze e delle reti in nazionale ― Svizzera | Cronologia completa delle presenze e delle reti in nazionale ― Svizzera | Cronologia completa delle presenze e delle reti in nazionale ― Svizzera | Cronologia completa delle presenze e delle reti in nazionale ― Svizzera | Cronologia completa delle presenze e delle reti in nazionale ― Svizzera |
| Data                                                                    | Città                                                                   | In casa                                                                 | Risultato                                                               | Ospiti                                                                  | Competizione                                                            | Reti                                                                    | Note                                                                    |
| ----------------------------------------------------------------------- | ----------------------------------------------------------------------- | ----------------------------------------------------------------------- | ----------------------------------------------------------------------- | ----------------------------------------------------------------------- | ----------------------------------------------------------------------- | ----------------------------------------------------------------------- | ----------------------------------------------------------------------- |
| 24-4-1996                                                               | Lugano                                                                  | Svizzera                                                                | 2 – 0                                                                   | Galles                                                                  | Amichevole                                                              | -                                                                       | 63’                                                                     |
| 6-10-1996                                                               | Helsinki                                                                | Finlandia                                                               | 2 – 3                                                                   | Svizzera                                                                | Qual. Mondiali 1998                                                     | 1                                                                       | 89’                                                                     |
| 10-11-1996                                                              | Berna                                                                   | Svizzera                                                                | 0 – 1                                                                   | Norvegia                                                                | Qual. Mondiali 1998                                                     | -                                                                       | 69’                                                                     |
| 10-2-1997                                                               | Hong Kong                                                               | Russia                                                                  | 2 – 1                                                                   | Svizzera                                                                | Lunar New Year Cup 1997 - Finale                                        | -                                                                       | 46’ 68’                                                                 |
| 2-4-1997                                                                | Lucerna                                                                 | Svizzera                                                                | 1 – 0                                                                   | Lettonia                                                                | Amichevole                                                              | -                                                                       | 46’                                                                     |
| 30-4-1997                                                               | Zurigo                                                                  | Svizzera                                                                | 1 – 0                                                                   | Ungheria                                                                | Qual. Mondiali 1998                                                     | -                                                                       | 62’                                                                     |
| 24-3-2001                                                               | Belgrado                                                                | Jugoslavia                                                              | 1 – 1                                                                   | Svizzera                                                                | Qual. Mondiali 2002                                                     | -                                                                       | 74’                                                                     |
| 28-3-2001                                                               | Zurigo                                                                  | Svizzera                                                                | 5 – 0                                                                   | Lussemburgo                                                             | Qual. Mondiali 2002                                                     | -                                                                       | 89’                                                                     |
| 25-4-2001                                                               | Zurigo                                                                  | Svizzera                                                                | 0 – 2                                                                   | Svezia                                                                  | Amichevole                                                              | -                                                                       |                                                                         |
| 2-6-2001                                                                | Toftir                                                                  | Fær Øer                                                                 | 0 – 1                                                                   | Svizzera                                                                | Qual. Mondiali 2002                                                     | -                                                                       |                                                                         |
| 6-6-2001                                                                | Basilea                                                                 | Svizzera                                                                | 0 – 1                                                                   | Slovenia                                                                | Qual. Mondiali 2002                                                     | -                                                                       | 36’ 56’                                                                 |
| 6-10-2001                                                               | Mosca                                                                   | Russia                                                                  | 4 – 0                                                                   | Svizzera                                                                | Qual. Mondiali 2002                                                     | -                                                                       | 46’                                                                     |
| 12-2-2002                                                               | Nicosia                                                                 | Cipro                                                                   | 1 – 1 dts (4 – 2 dtr)                                                   | Svizzera                                                                | Torneo di Cipro 2002 - Semifinale                                       | -                                                                       | 74’                                                                     |
| 27-3-2002                                                               | Stoccolma                                                               | Svezia                                                                  | 1 – 1                                                                   | Svizzera                                                                | Amichevole                                                              | -                                                                       | 66’                                                                     |
| 15-5-2002                                                               | San Gallo                                                               | Svizzera                                                                | 1 – 3                                                                   | Canada                                                                  | Amichevole                                                              | -                                                                       | 59’                                                                     |
| Totale                                                                  |                                                                         | Presenze                                                                | 15                                                                      |                                                                         | Reti                                                                    | 1                                                                       |                                                                         |

## Palmarès

### Club
- Campionato svizzero: 2

Grasshoppers: 1994-1995, 1995-1996
- Coppa Svizzera: 1

Grasshoppers: 1993-1994